# 페트라 치츠바리치
페트라 치츠바리치(크로아티아어: Petra Cicvarić, 1986년 3월 29일 ~ )는 크로아티아의 배우이다.